# سمهود شرقی، قنا
سمهود شرقی (به عربی: الشرقي سمهود)، روستایی از توابع شهرستان ابو تشت در استان قنا و کشور مصر است.

## جمعیت
براساس سرشماری سال ۲۰۰۶ مصر، جمعیت آن ۱۳۴۳۵ نفر(۶۶۶۶ مرد و ۶۷۶۹ زن) بوده‌است.